# Maria Antònia Hernández
Maria Antònia Hernández Segarra (Madrid, 20 de juny de 1912 - Torredembarra, 8 d'octubre de 1970), fou una mestra de Torredembarra molt popular, creadora de la primera biblioteca d'aula de Torredembarra al Patronat Antoni Roig i que ha donat nom a una biblioteca de la població.
El 1930 acabà la carrera de magisteri a Segòvia, on vivia. El mateix any, encara durant la dictadura de Primo de Rivera va obtenir les oposicions quedant en segona posició; no va obtenir la primera posició, ja que el seu pare era un represaliat polític. El 1931, amb l'arribada de la segona república, el pare fou rehabilitat i ella es va traslladar a Tarragona.
El 1932 s'incorporà com a mestra de l'escola pública de Torredembarra, tot just quan aquesta acabava de passar a titulació pública. En aquell moment, a l'escola es parlava català, llengua que ella aconseguí dominar en un temps rècord per tal de poder ensenyar-la als seus alumnes.
L'any 1961 li concediren l'ingrés en l'Ordre d'Alfons X “el Savi”, en atenció als seus mèrits en el desenvolupament de la seva tasca.
El 1968 fou nomenada Directora de l'Escola Àngel Guimerà del Vendrell.
Amb motiu de la seva mort, el 1970, l'Ajuntament de Torredembarra acordà per unanimitat donar-li el seu nom a un carrer de la Vila.
El 16 de març de 2008 es va inaugurar la Biblioteca Mestra Maria Antònia.
El 19 de novembre de 2020 el Ple de l'Ajumtament de Torredembarra aprova, per unanimitat, atorgar-li la distinció de Filla Adoptiva de Torredembarra "a títol pòstum".